# Emily Wilson
Emily Rose Caroline Wilson (Oxford, 1971) è una grecista e latinista britannica naturalizzata statunitense.

## Biografia
Figlia degli accademici A. N. Wilson e Katherine Duncan-Jones, Emily Wilson ha studiato dapprima lettere classiche al Balliol College dell'Università di Oxford, poi letteratura inglese al Corpus Christi College. Ha ottenuto il dottorato in lettere classiche e letterature comparate a Yale.
Il suo primo libro, Mocked With Death (2004), è tratto dalla sua tesi di dottorato ed esamina il concetto di mortalità nella tradizione tragica classica. Nel 2006 ha iniziato ad insegnare all'American Academy in Rome e durante la fellowship ha scritto il suo secondo libro, The Death of Socrates (2007), sull'esecuzione di Socrate. Il suo lavoro successivo si è concentrato invece su Seneca, di cui ha tradotto e commentato le sei tragedie nel 2010. Quattro anni più tardi ha pubblicato una monografia su Seneca, The Greatest Empire: A Life of Seneca, edita in Italia da Mondadori con il titolo Seneca: Biografia del grande filosofo della classicità.
Nel 2017 ha ottenuto un grande successo per la sua traduzione in versi dell'Odissea, diventando così la prima donna a pubblicare una traduzione del poema in inglese. Tradotta in pentametri giambici, l'Odissea della Wilson è stata inserita dal New York Times nella lista dei cento libri più notevoli del 2018 e le è valsa la MacArthur Fellowship per il suo impegno nel rendere i classici accessibili a un nuovo pubblico. Nel 2023 ha pubblicato anche una traduzione dell'Iliade.
È professoressa nel dipartimento di lettere classiche all'Università della Pennsylvania dal 2002.

## Opere

### Monografie
- Mocked With Death: Tragic Overliving from Sophocles to Milton, Johns Hopkins University Press, 2004, ISBN 978-0801879647
- The Death of Socrates: Hero, Villain, Chatterbox, Saint, Harvard University Press, 2007, ISBN 978-0674026834
- The Greatest Empire: A Life of Seneca, Oxford University Press, 2014, ISBN 978-0199926640

Seneca: Biografia del grande filosofo della classicità, Segrate, Mondadori, 2016, ISBN 978-8804672777

### Traduzioni
- Seneca, Six Tragedies, Oxford University Press, 2010, ISBN 978-0192807069
- Euripide, The Greek Plays, Modern Life, 2016, ISBN 9780812993004
- Omero, Odissea, W. W. Norton & Company, 2017, ISBN 978-0-393-08905-9
- Omero, Iliade, W. W. Norton & Company, 2023, ISBN 9781324001805